# Shannonomyia (Shannonomyia) abra
Shannonomyia (Shannonomyia) abra is een tweevleugelige uit de familie steltmuggen (Limoniidae). De soort komt voor in het Neotropisch gebied.